# Розов, Виктор Сергеевич
Ви́ктор Серге́евич Ро́зов (8 [21] августа 1913, Ярославль, Ярославская губерния, Российская империя — 28 сентября 2004, Москва, Россия) — русский советский драматург и сценарист. Лауреат Государственной премии СССР (1967). Автор более 20 пьес и 6 киносценариев, в том числе пьесы «Вечно живые» и на её основе — сценария к фильму «Летят журавли» (1957). Президент Российской академии театрального искусства.

## Биография
Виктор Розов родился 8 [21] августа 1913 года в городе Ярославле, в семье счетовода Сергея Фёдоровича Розова (впоследствии участника Первой мировой войны) и его жены Екатерины Ильиничны. Во время ярославского восстания 1918 года их дом сгорел, и семья бежала в Ветлугу. Там Виктор Розов окончил первые три класса школы.
С 1923 года жил и учился в Костроме. В 1929 году не был принят в Тимирязевскую сельскохозяйственную академию в Москве из-за отсутствия рабочего стажа, начал работать на текстильной фабрике в Костроме. В том же году стал актёром-любителем в Костромском театре юного зрителя.
В 1932 году поступил в Костромской индустриальный техникум. В 1934 году стал заниматься в училище при Театре Революции в Москве (класс М. И. Бабановой), по окончании которого был принят в труппу театра.
В начале Великой Отечественной войны, в июле 1941 года — добровольцем, несмотря на белый билет, — вступил в ряды 8-й стрелковой дивизии народного ополчения Краснопресненского района города Москвы, которая позднее была преобразована в кадровую 8-ю стрелковую дивизию. В начале октября того же года был тяжело ранен. Выписавшись из госпиталя в середине 1942 года, возглавил фронтовую агитбригаду; одновременно учился на заочном отделении Литературного института.
После окончания войны, прервав занятия в институте, организовал Театр для детей и юношества в Алма-Ате. Возвратившись в Москву, работал в Театре при Центральном доме культуры железнодорожников (ЦДКЖ) в качестве актёра и режиссёра. В 1953 году Розов окончил Литературный институт имени А. М. Горького. Первая пьеса «Её друзья» едва не была запрещена как «слишком сентиментальная»; тем не менее она была в 1949 году поставлена в Центральном детском театре. 
В Розове нашли своего драматурга Анатолий Эфрос (в ЦДТ он поставил «В добрый час!», «В поисках радости», «В день свадьбы» и «Перед ужином») и Олег Ефремов: в 1956 году пьесой Розова «Вечно живые» открылся театр
«Современник», в котором позже ставились и другие пьесы Розова: «В поисках радости», «В день свадьбы», «Традиционный сбор», «С вечера до полудня».
Первой экранизацией пьесы Розова стал фильм Виктора Эйсымонта «В добрый час!» (1956). Широкое признание получил фильм Михаила Калатозова «Летят журавли» (1957) — экранизация пьесы «Вечно живые».
В 1962—1964 годах совместно с Л. И. Беловой руководил сценарной мастерской на Высших курсах сценаристов и режиссёров.
Розов был членом Союза писателей СССР, позднее — Российской академии словесности. Серьёзно увлекался филателией.

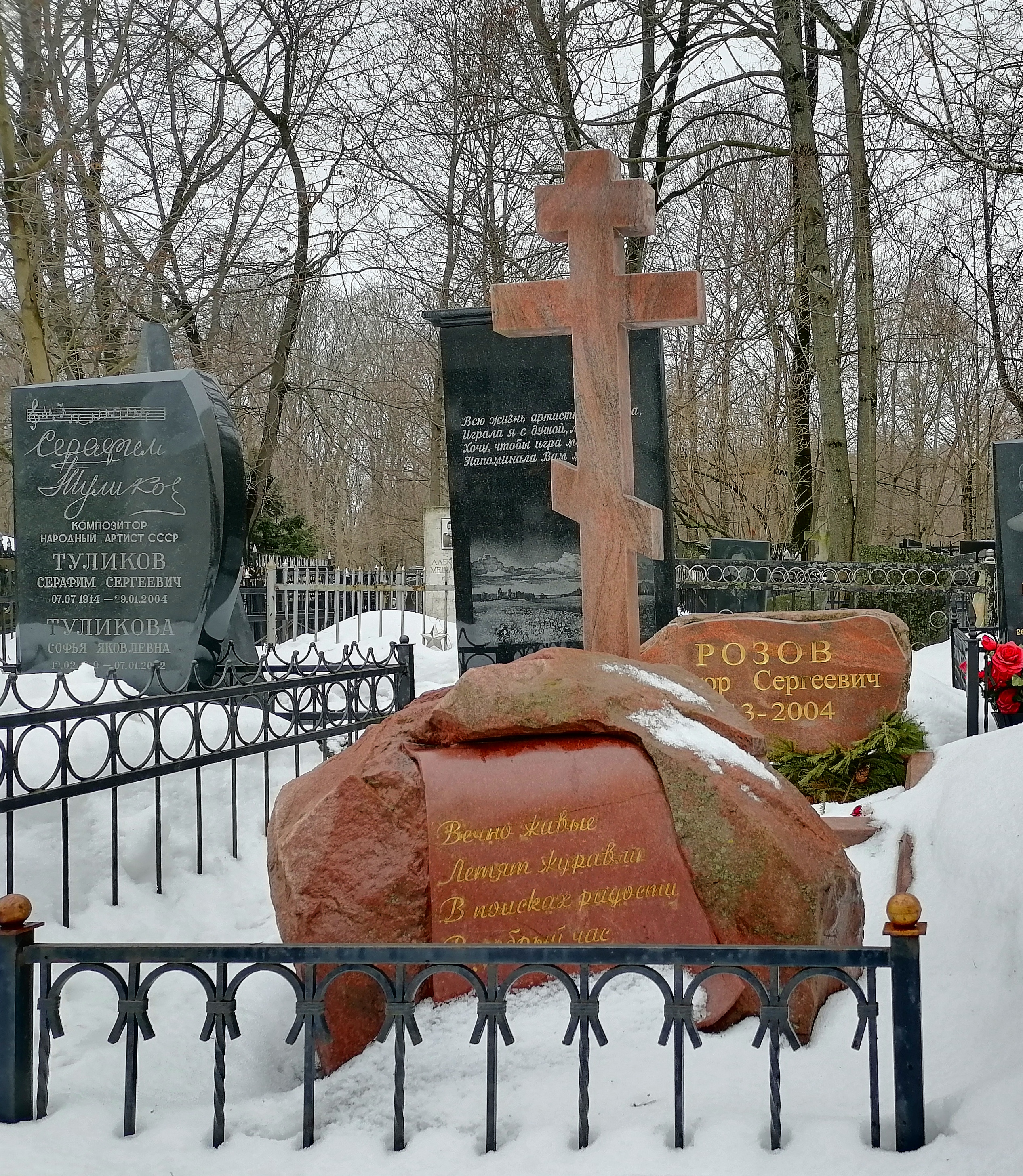
Могила на Ваганьковском кладбище

Скончался 28 сентября 2004 года в Москве на 92-м году жизни, похоронен на Ваганьковском кладбище (25-й участок).

### Семья
- Жена — Козлова Надежда Варфоломеевна (1919—2006), актриса театра имени М. Н. Ермоловой.
  - Сын Сергей (род. 1953) — театральный режиссёр[10]
  - Дочь Татьяна (род. 1960) — актриса МХАТ имени Чехова[11], режиссёр[12] и педагог[13] Мастерской Н. Л. Скорика. Муж, Николай Скорик — режиссёр МХТ имени Чехова, лауреат премии имени А. П. Чехова, лауреат премии правительства Москвы, Заслуженный артист РФ, профессор.
    - Внуки:
    - Скорик Анастасия Николаевна. Родилась 3 февраля 1983 года — актриса МХАТ имени Чехова
    - Иван Скорик (род. 1996), выпускник Московской школы кино.

## Творчество
«Всем пьесам Розова, — отмечал В. Казак, — свойственно реалистическое изображение действительности, приобретающее широкое, человеческое значение. Его персонажи живо и индивидуально проявляются в сжатом диалоге, говоря на языке повседневности; верность психологии (также детской), постоянный отзвук внутренних, скрытых пластов содержания сочетаются с отказом от прямых характеристик (оценки должен вынести читатель и зритель)». Внимание драматурга всегда привлекали нравственные проблемы — тот выбор, который приходится делать в повседневной жизни «обыкновенным» людям; действие его пьес чаще всего происходит в кругу семьи. Отличительные черты публицистический выступлений и драматургии Розова — живые характеры, дыхание времени и верность правде жизни.
Непосредственно по поводу пьесы «Традиционный сбор» (в которой бывшие одноклассники, окончившие школу перед войной, встречаются во второй половине 1960-х годов и подводят итоги прожитой жизни) и формулируя одновременно основную тему драматургии Розова, М. Строева писала: «Кем бы человек ни стал — профессором или шофёром, писателем или счетоводом, — всё равно он всю жизнь держит экзамен на честность и стойкость. Каждый стоит перед выбором. Мелким или крупным, неважно. Важно — каким…»;

## Высказывания
«…сила мышц драматурга измеряется таким прибором: насколько сильно он сможет сдавить время и пространство»

### Пьесы
- «Вечно живые» (1943)
- «Её друзья» (1949)
- «Страница жизни (Твой путь)» (1953)
- «В добрый час!» (1955)
- «В поисках радости» (1957)
- «Вольные мастера» (1959)
- «Неравный бой» (1960)
- «В дороге» (1962)
- «Перед ужином» (1962)
- «В день свадьбы» (1964)
- «Затейник» (1966)
- «Обыкновенная история» (1966, по И. А. Гончарову)
- «Традиционный сбор» (1967)
- «На беговой дорожке» (1968)
- «С вечера до полудня» (1970) (поставлена в театре «Современник» в 1970 году, постановщик — О. Н. Ефремов; в ролях: О. Ефремов, И. Кваша, А. Покровская, О. Табаков, А. Кутузов, Г. Бурков и др.)[19]
- «Мальчики» («Брат Алёша») (1971, по роману Ф. Достоевского «Братья Карамазовы»)
- «Ситуация» (1973)
- «Четыре капли» (1974)
- «Всадники со станции Роса» (1978, по В. Крапивину)
- «Гнездо глухаря» (1979)
- «Хозяин» (1982)
- «У моря (Кабанчик)» (1986)
- «Дома (Возвращение)» (1989)
- «Скрытая пружина» (1989)
- «Любкин» (1991, по роману Н. Нарокова «Мнимые величины»)
- «Гофман» (1996)

### Фильмография(автор сценариев и экранизированных пьес)
| - 1956 — В добрый час! - 1957 — Летят журавли — экранизация пьесы «Вечно живые» - 1959 — Неотправленное письмо - 1960 — Шумный день — экранизация комедии «В поисках радости» - 1961 — Auf der Suche nach Glück (ФРГ) — немецкая версия телефильма «В поисках радости» (1957) - 1962 — På jakt efter lyckan «В поисках радости» (Швеция, в соавторстве с Леннартом Лагервалем, швед. Lennart Lagerwall) - 1968 — В день свадьбы - 1970 — Обыкновенная история — телевизионный фильм - 1972 — За всё в ответе — экранизация пьесы «Традиционный сбор» - 1972 — Страница жизни | - 1973 — В добрый час! — телевизионный вариант одноимённой пьесы - 1975 — На край света… - 1980 — A Siketfajd fészke («Гнездо глухаря») (Венгрия) - 1980 — Перед ужином (телеспектакль) - 1981 — Неравный бой (телеспектакль) - 1981 — С вечера до полудня — экранизация пьесы «На беговой дорожке» - 1982 — Несколько капель (киноальманах) - 1987 — Наездники - 1987 — Гнездо глухаря (телеспектакль) |

## Награды
- Орден «За заслуги перед Отечеством» III степени (5 августа 1995 года) — за заслуги перед государством и многолетнюю плодотворную деятельность в области искусства и культуры[20];
- Орден Отечественной войны I степени;
- два ордена Трудового Красного Знамени (1969, 19 августа 1988 года);
- Орден Дружбы народов (19 августа 1983 года);
- Орден «Знак Почёта» (31 августа 1973 года);
- медали России и зарубежных стран;
- Орден «За милосердие» (РПЦ);
- Государственная премия СССР (1967) — за инсценировку романа «Обыкновенная история» И. А. Гончарова, поставленного МДТ «Современник»;
- Лауреат премии Президента Российской Федерации в области литературы и искусства 2001 года (30 января 2002 года)[21];
- Премия города Москвы «Легенда века» (11 июня 2003 года) — за создание произведений, вошедших в золотой фонд отечественной драматургии, активную педагогическую деятельность, большой личный вклад в нравственное и духовное развитие общества[22]

«Табакерка». Скульптурная композиция «Драматурги Вампилов, Розов, Володин».

## Память
- В 2007 году в Москве во дворе театра «Табакерка» была установлена скульптурная композиция «Драматурги Вампилов, Розов, Володин»[23].
- О жизни Виктора Сергеевича и Надежды Варфоломеевны снят документальный фильм «Сегодня за окном туман» (режиссёр Александр Белобоков).
- В октябре 1994 года Институт прикладной астрономии РАН присвоил имя Виктора Розова одной из малых планет — астероиду 4070 Rozov.
- Имя Виктора Розова носит театр юного зрителя (ТЮЗ) в его родном Ярославле, открытый в том числе благодаря усилиям драматурга[24]. Также его именем названа улица в Костроме.